# تپه تیغستون ۵
تپه تیغستون ۵ مربوط به سده‌های اولیه دوران‌های تاریخی پس از اسلام است و در شهرستان ازنا، بخش جاپلق، دهستان جاپلق شرقی، ۱/۶ کیلومتری شمال شرقی روستای مرزیان واقع شده و این اثر در تاریخ ۲۲ آبان ۱۳۸۶ با شمارهٔ ثبت ۲۰۰۷۵ به‌عنوان یکی از آثار ملی ایران به ثبت رسیده است.